# Owikeno Lake
Owikeno Lake är en sjö i Kanada.   Den ligger i provinsen British Columbia, i den sydvästra delen av landet, 3 700 km väster om huvudstaden Ottawa. Owikeno Lake ligger 7 meter över havet. Arean är 88 kvadratkilometer. Den sträcker sig 15,8 kilometer i nord-sydlig riktning, och 39,6 kilometer i öst-västlig riktning.
Trakten runt Owikeno Lake är nära nog obefolkad, med mindre än två invånare per kvadratkilometer.